# Gefährdetenansprache
Als Gefährdetenansprache wird das Aufklärungsgespräch mit potentiell gefährdeten Personen bezeichnet, das Maßnahmen des Personen- und Objektschutzes beinhalten kann. Die Polizeibehörden können gefährdete Personen ansprechen, wenn ihnen ein Hinweis auf deren Bedrohung durch Kriminalität (u. a. durch Sexualstraftäter oder interkulturelle Konfliktsituationen) oder nachrichtendienstliche Aktivitäten vorliegt.
Der Begriff wurde im Jahre 2017 im Zusammenhang mit den Spionageaktivitäten des türkischen Geheimdienstes Millî İstihbarat Teşkilâtı (MIT) in Deutschland bekannt. Mit Gefährdetenansprachen warnten deutsche Sicherheitsbehörden türkischstämmige Mitbürger vor einer möglichen Überwachung und negativen Folgen, sollten die Betroffenen das türkische Hoheitsgebiet betreten.